# Zoológico de Liberec

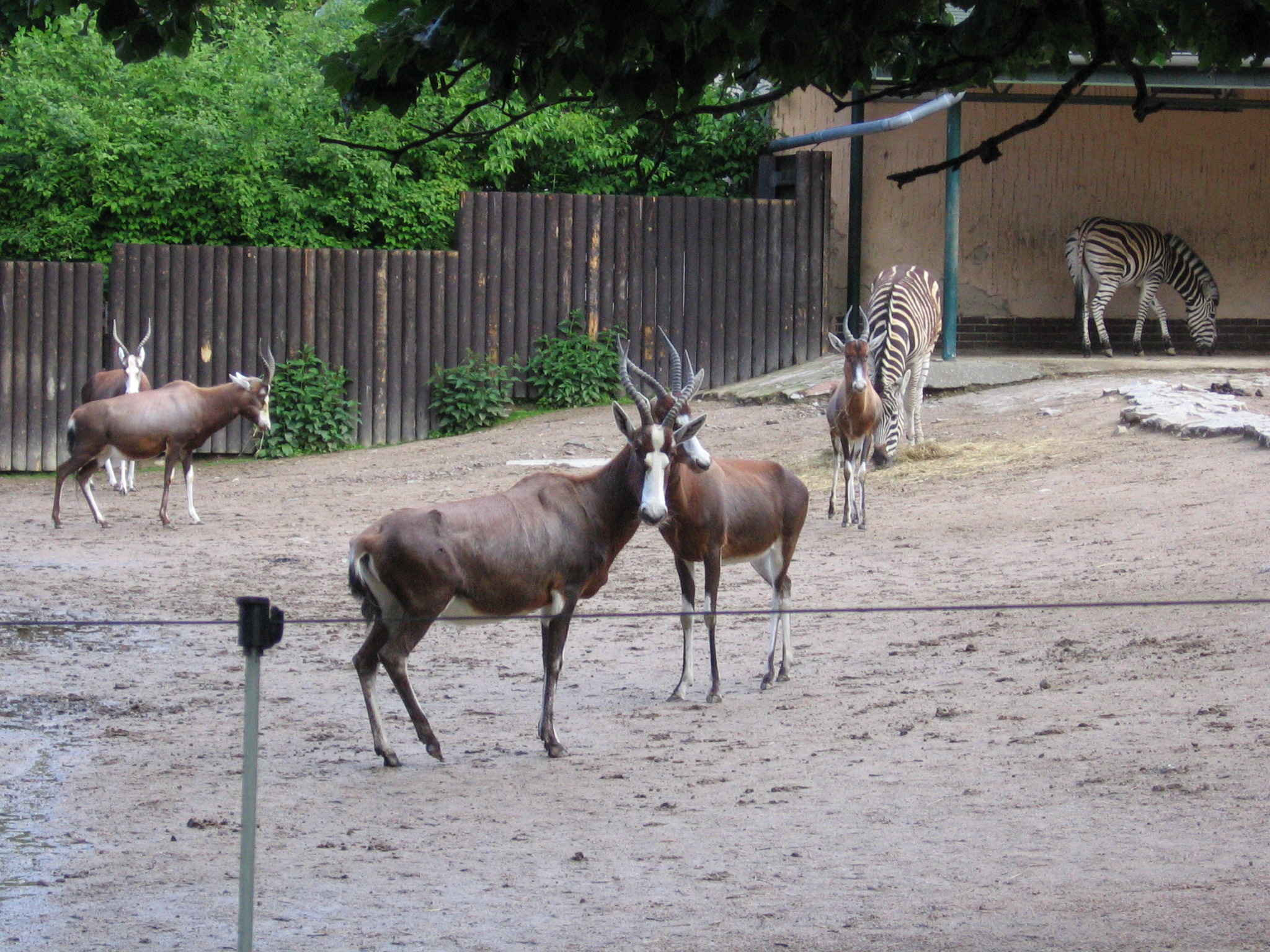

O Zoológico de Liberec é um jardim zoológico localizado na cidade de Liberec, na República Tcheca. Fundado em 1919, é o zoológico mais antigo daquele país.